# Peace (fiume Canada)
Il Peace è un fiume del Canada che nasce sulle Montagne Rocciose nella parte settentrionale della provincia della Columbia Britannica. Ha una lunghezza di 1923 km e lungo il suo corso attraversa buona parte regione settentrionale dell'Alberta prima di diramarsi in un delta che sfocia nel Lago Athabasca. Il suo ampio bacino imbrifero ha una superficie di 302.500 km², fra gli affluenti ci sono i fiumi Omineca, Smoky e Wabasca.